# Ceny Anděl 2015
Ceny Akademie populární hudby Anděl 2015 byly vyhlášeny 9. dubna 2016 v Hudebním divadle Karlín.

## Nominace a laureáti

### Hlavní ceny

#### Skupina
- Kryštof – Srdcebeat
- Slza – Katarze
- Tata Bojs – A / B

#### Zpěvák
- David Koller – ČeskosLOVEnsko
- Miro Žbirka – Miro
- Richard Krajčo – Srdcebeat

#### Zpěvačka
- Barbora Poláková – Barbora Poláková
- Ewa Farna – G2 Acoustic Stage
- Klara. – Home

#### Objev
- Barbora Poláková – Barbora Poláková
- Sebastian
- Slza – Katarze

#### Album
- David Koller – ČeskosLOVEnsko
- Kryštof – Srdcebeat
- Slza – Katarze

#### Skladba
- Barbora Poláková – Nafrněná
- Chinaski – Každý ráno
- Kryštof – Ty a já
- Kryštof – Srdcebeat

#### Klip
- Aneta Langerová – „Tragédie u nás na vsi“ (režie: Olga Špátová)
- Kryštof – „Ty a já“ (režie: Karin Babinská)
- Emma Smetana – „Waiting“ (režie: Tomáš Bláha)

### Žánrové ceny

#### Alternativní hudba
- Květy – Miláček slunce
- Kittchen – Kontakt
- Please The Trees – Carp

#### Elektronická hudba
- HRTL – Dataloss
- Layup – Black Gap
- VR/Nobody – Yet.

#### Folk & country
- Epydemye – Kotlina
- Petr Linhart – Rozhledna
- Sova & Slamák – Nad Řípem se blýská

#### Hard & heavy
- Heaving Earth – Denouncing the Holy Throne
- Mortal Cabinet – Necrotica
- Perfecitizen – Corten

#### Hip-hop
- Smack – Sick
- IF – Rap
- Kapitán Demo – Okamžitě odejdi do svého pokoje a vrať se, až budeš normální

#### Jazz & blues
- Concept Art Orchestra – Prague Six
- Beata Hlavenková – Scintilla
- Tomáš Liška, Luboš Malina, Michal Nejtek – Fragile Bliss

#### Punk & hard core
- Dezinfekce – Interval jistot
- Fear Of Extinction – …And They Still Suffer
- Průmyslová smrt – Invaze změn
- Visací zámek – Punkový království

#### Rock & pop
- Support Lesbiens – K.I.D.
- David Koller – ČeskosLOVEnsko
- Kabát – Do pekla/do nebe

#### Ska & reggae
- Urban Robot – Urban Robot
- Sto zvířat – Ministerstvo mýho nitra
- TiNG – Born for a Storm

#### World music
- Ponk – Postfolklor
- Čankišou – Supay
- Dušan Holý & Musica Folklorica – Nejen zahrádečky

### Speciální ceny

#### Síň slávy
- Michal Pavlíček

#### Nejprodávanější album
- Kryštof – Srdcebeat

#### Anděl pětadvacetiletí
- Zpěvák – Dan Bárta
- Zpěvačka – Lucie Bílá
- Skupina – Lucie